# Snozka (kamieniołom)

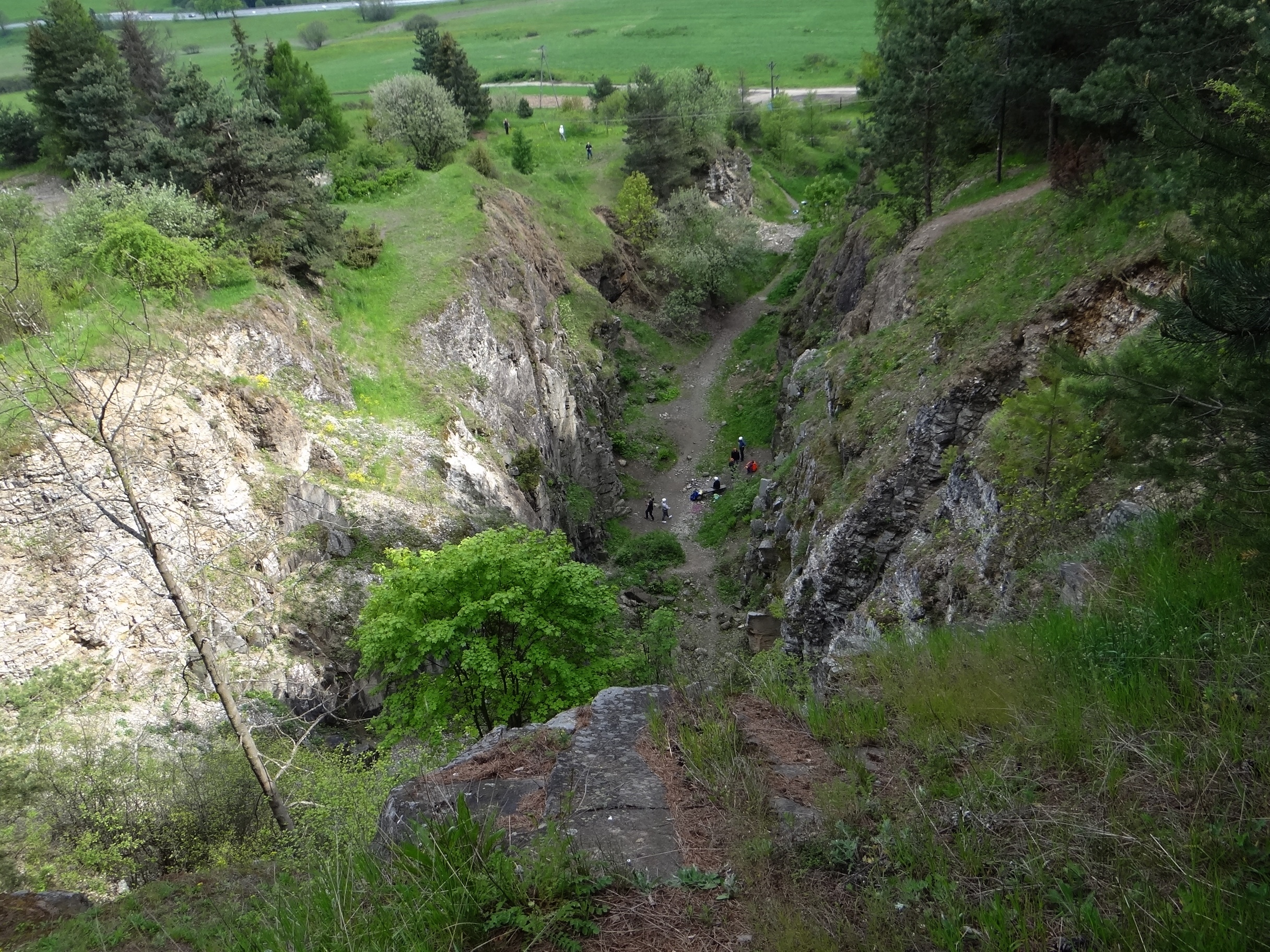

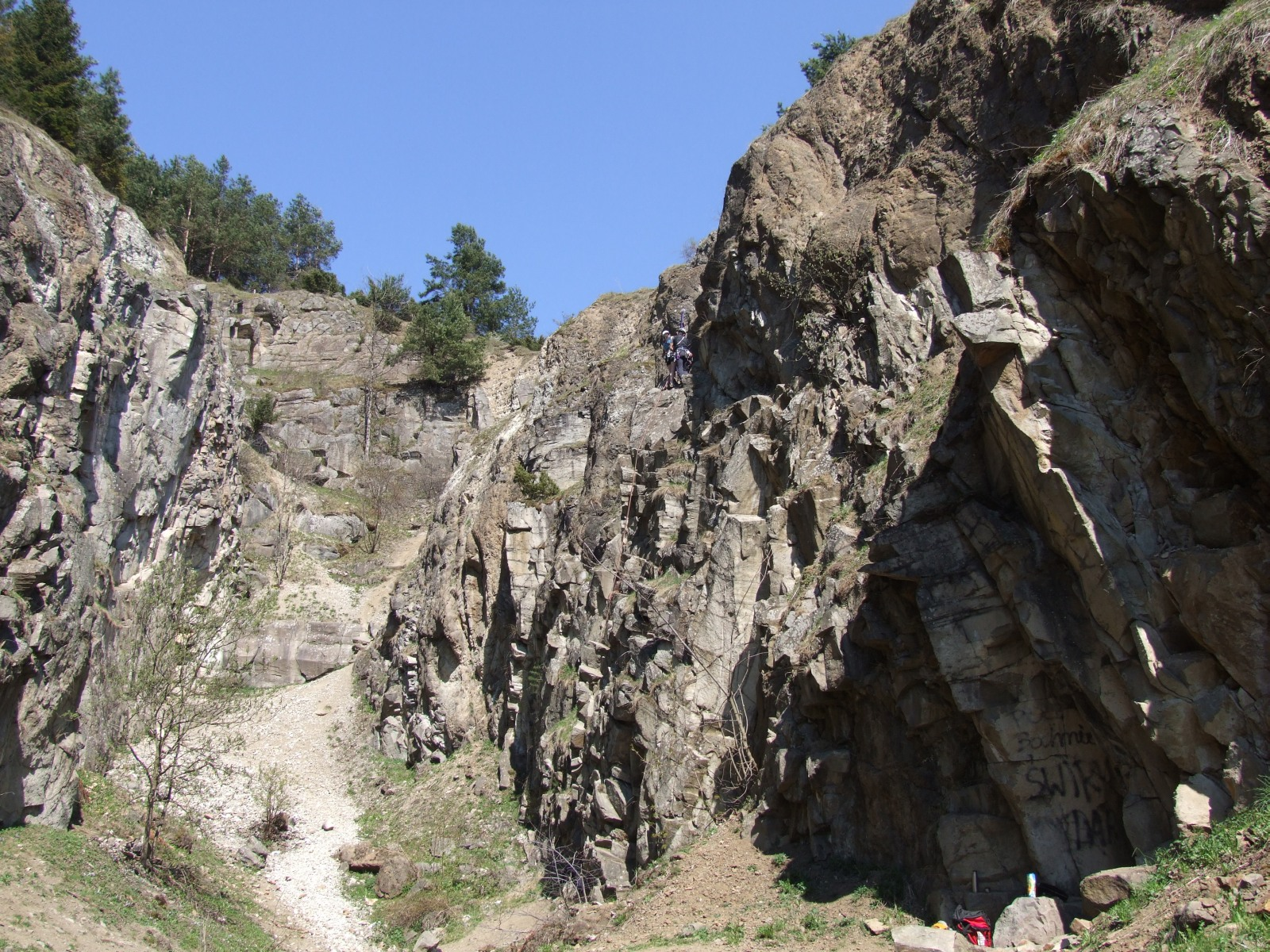

Snozka – nieczynny kamieniołom andezytu pienińskiego na górze Wdżar w miejscowości Kluszkowce w województwie małopolskim, w powiecie nowotarskim, w gminie Czorsztyn (w regionalizacji Polski według Jerzego Kondrackiego należącej do Pienin).
Na stokach Wdżaru znajdują się trzy nieczynne kamieniołomy: Snozka (na południowych stokach), Tylka i Lisi Łom (od strony północno-zachodniej). Już w latach 1873–1877 eksploatowano tutaj andezyt będący skałą pochodzenia wulkanicznego. Wykorzystywano go do budowy drogi z Czorsztyna do przełęczy Snozki. Na większą skalę eksploatowała je od 1928 spółka Kamieniołomy Miast Małopolskich. Eksploatacja trwała również po wojnie, do lat siedemdziesiątych. Andezyt wykorzystywano gospodarczo jako kamień budowlany (słupki graniczne, okładziny, krawężniki, schody, murki).
Kamieniołom Snozka ma postać głębokiego wąwozu o pionowych ścianach, w niektórych miejscach z przewieszkami. Ich wysokość dochodzi do dwudziestu kilku metrów, długość do 50 m, szerokość do 30 m. Jest to kamieniołom jednopoziomowy. W jego ścianach można obserwować andezyty młodszej (świeża skała) i starszej (zwietrzała skała) generacji, cios w andezycie (czyli charakterystyczne, uporządkowane spękania, spowodowane kurczeniem się masy skalnej podczas stygnięcia), brekcje o charakterze intruzyjno-tektonicznym (zbudowane z fragmentów andezytów i skał fliszowych) oraz kontakt intruzji ze skałami fliszowymi – przeobrażonymi pod wpływem wysokiej temperatury łupkami i piaskowcami (metamorfizm kontaktowy).
Kamieniołom znajduje się na terenie prywatnym. Za zgodą właścicieli można w nim uprawiać wspinaczkę.